# Бременські музики
Бре́менські музи́ки — казка, яка увійшла у І том збірки, створеної братами Грімм у 1819 році під назвою Der Tod und der Gänshirt. В другому виданні ця казка мала назву Die Bremer Stadtmusikanten.

## Сюжет
Це казка про тварин. Сюжет її невигадливий. Головні дійові особи — тварини: осел, пес, кіт та півень. Кожен з них з особистих причин опинився непотрібним своєму господарю. Осел, пес та кіт стали старими, а півня господар вирішив приготувати для своїх гостей. Всі тварини, опинившись разом, вирішують іти до міста Бремен у пошуках кращого життя. У дорозі вони зустрічають розбійників, яких виганяють з лігва, та успішно влаштовуються ночувати в їхньому домі.

## Жанр
За жанром це народна казка, яку обробили брати Грімм. Герої-тварини символізують собою узагальнений образ німецького народу, а Бремен — це місце, де здійснюються мрії про краще життя.

### Твори мистецтва на тему казки
У Бремені про казкових персонажів Братів Грімм — віслюка, собаку, кота та півня — створена скульптура, яка є головною пам'яткою міста. Скульптор Герхард Маркс у 1951 році установив «піраміду»- музикантів, які стоять один на одному. У 2007 році було встановлено «співаючий отвір», куди туристи вкидають монети і за внесок слухають знаменитий спів бременських музик.

##### Екранізація
Існує кілька варіантів екранізації цієї казки, але найбільш відомі наступні:
- 1969 рік — мюзикл «Бременські музиканти» (СРСР)[5]
- 2009 рік — художній фільм «Бременські музиканти» (Німеччина)[6]